# David Ogilvy
Pour les articles homonymes, voir David Ogilvy (homonymie).
David Ogilvy (23 juin 1911 - 21 juillet 1999) est un concepteur-rédacteur et chef d'entreprise britannique. Il fut un acteur majeur dans l'industrie publicitaire d'après guerre aux États-Unis et dans le monde. Il fonda en 1948, la société Ogilvy & Mather, qui devint progressivement le premier groupe publicitaire mondial.

## L'enfance: 1911-1930
David MacKenzie Ogilvy est né le 23 juin 1911, à West Horsley, petite ville rurale à une quarantaine de kilomètres au Sud ouest de Londres, dans le Surrey. C'est le quatrième et le plus chétif des cinq enfants de Francis et Dorothy Ogilvy. Sa mère Dorothy Blew Fairfield était une jolie anglo-irlandaise excentrique et ambitieuse qui dut interrompre ses études de médecine avec son mariage. Son père, Francis John Longley Ogilvy était un universitaire écossais excentrique devenu courtier. Il fut ruiné avec la chute de la bourse de Londres à la suite de la déclaration de la guerre en 1914. La famille dut alors s'installer provisoirement à Londres puis à Guildford, ou Francis Ogilvy acheta la maison de Lewis Caroll.
C'est grâce à une bourse d'études, que David a pu fréquenter tout comme son frère aîné Francis le célèbre lycée privé d'Édimbourg, le Fettes College.
À la sortie du lycée en 1929, une bourse lui est de nouveau octroyée pour étudier l'histoire moderne au Collège de Christ Church de l'Université d'Oxford, mais il fut recalé avant la fin de ses examens.

## Les aventures professionnelles: 1930-1948

### La discipline des cuisines
Quittant l’Angleterre en pleine crise économique pour Paris, en 1930 David Ogilvy a commencé sa vie professionnelle comme sous-chef apprenti dans la cuisine du luxueux hôtel Majestic, au 19, avenue Kléber. La cuisine était considérable, avec près de 35 chefs. Elle était alors dirigée par un certain M. Pitard chef colérique et exigeant. Ogilvy releva plus tard que la dureté et l'autorité du chef galvanisait le moral des chefs plus jeunes, leur donnant un sens aigu du travail, de la discipline et de l'excellence en leur faisant sentir qu'ils travaillaient dans la meilleure cuisine du monde.

### La vente au porte à porte
En 1932, le grand frère de David, Francis Ogilvy travaillait pour la grande agence de publicité londonienne Mather & Crowther, où il avait lancé au Royaume-Uni la marque AGA, pour son client Allied Ironfounders Ltd.. David était aux yeux de Francis la meilleure personne pour vendre ses cuisinières aux restaurants et hôtels du pays, qui plus est avec son vocabulaire français de cuisine! Il devint ainsi le représentant de commerce des cuisinières AGA, au porte à porte, à travers l'Écosse. Il fut un vendeur exceptionnel, malgré la grave crise économique et le prix élevé de ces cuisinières en fonte. Il allait voir les cuisiniers et leur montrait l'utilisation de la cuisinière en faisant lui-même la démonstration, et incluant des cours de cuisine dans le prix.
Il découvrit également l'impact d'une bonne recommandation, lorsque les lettres d'introduction de l'archevêque Andrew Thomas McDonald lui ouvrirent les portes de tous les établissements de son diocèse.
- "Theory and Practice of Selling the AGA Cooker"

En juin 1935, la direction lui demanda de rédiger un manuel pour partager ses secrets de vente pour les générations suivantes de colporteurs de la maison. David Ogilvy rédigea "Theory and Practice of Selling the AGA Cooker", 32 pages de texte pratique et efficace pour faire de vous un bon vendeur, qui est encore aujourd'hui la bible de la marque.

### Dans l'ombre de Francis Ogilvy chezMather & Crowther
En 1935, Francis Ogilvy, impressionné par le manuel réalisé pour AGA prend David en stage avec lui, chez Mather & Crowther, dont il est devenu le charismatique directeur.
David a 24 ans et loge chez sa sœur Christina à Soho. Pour débuter il découvre tous les départements de l'agence, puis se voit confier la réalisation de sa première publicité, pour son ancienne compagnie Allied Ironfounders, le fabricant des cuisinières AGA.
Celle-ci était illustrée par une reproduction de la célèbre toile d'Édouard Manet, Le Déjeuner sur l'herbe. En choisissant cette peinture controversée Ogilvy voulait montrer ainsi que les cuisinières Aga étaient elles aussi révolutionnaires. Ce fut peut être le premier nu à apparaître dans une publicité pour un produit de consommation.
- L'appel de l'Amérique

David Ogilvy a découvert les États-Unis en 1934, lors d'un été passé dans un ranch du Montana. Depuis lors il rêve de s'y installer et de quitter l’Angleterre. Il s'abonna à un service de Chicago pour recevoir toutes les nouvelles campagnes de publicités américaines, et recopia les meilleures pour ses clients londoniens. Il travailla d’arrache-pied et lut tout ce qu'il pouvait trouver sur le métier. En 1938, David devient chargé de clientèle, et décidé à faire ses preuves, il convainc son frère de l'envoyer pour un an à New York afin d' y étudier les nouvelles méthodes de travail des Américains.

### La conquête de l'Amérique
À son arrivée à New York, il échange un fort volume de correspondance avec son frère, sur la publicité américaine qui est de loin beaucoup plus moderne et efficace qu'en Europe.
Grâce à l'introduction de sa cousine, l'auteur Rebecca West, il est invité à passer ses weekends avec la petite communauté d'amis que rassemble le critique dramatique Alexander Woollcott. Ils se lient d'amitié et le puissant critique de théâtre lui ouvre les portes de son cercle. Ogilvy y rencontre la scène littéraire et artistique du moment, notamment Harpo Marx, Ethel Barrymore, et George S. Kaufman. Une rencontre particulièrement importante fut pour lui la rencontre avec le publicitaire Rosser Reeves (en), concepteur-rédacteur, mais également théoricien de la publicité et qui fut à la fois un ami, un mentor et bientôt son beau-frère. Reeves lui fait entre autres découvrir le manuscrit de 1923 de "Scientific Advertising (en)", de Claude C. Hopkins (1866–1932) Concepteur-rédacteur génial de Lord & Thomas, qui n'était pas encore publié à cette époque car son boss, le célèbre publicitaire Albert Lasker, le trouvant trop vital pour son agence l'avait enfermé vingt ans dans son coffre.

### George Gallup et les études de marché de l'Audience Research Institute

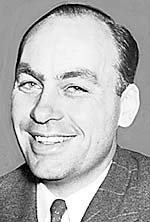
George Gallup (1901-1984)

Un an après son arrivée, en 1939, David Ogilvy rencontre et épouse la jeune Melinda Street. Elle a 18 ans, vient d'une très riche famille de Virginie et étudie à la Julliard School of Music de New York. Ogilvy écrit son rapport de stage à Mather & Crowther et rencontre le grand théoricien des sondages d'opinion George Gallup, directeur de la recherche chez Young & Rubicam. En 1936, Gallup avait créé l'American Institute for Public Opinion à Princeton pour analyser les sondages politiques. Il décide de prendre Ogilvy dans sa nouvelle équipe comme assistant en chef de l'Audience Research Institute pour mesurer l'audience des stars de cinéma et des films, en conduisant des entrevues à travers le pays et à Hollywood.
Cet institut réalise alors pour la première fois des études de marché empiriques pour ses clients, l'idée étant d'adapter les techniques publicitaires et des sondages politiques à l'étude de l'audience du cinéma. Ogilvy voyagea alors intensivement à travers les États-Unis et devint un adepte des méthodes d'analyse de sondages et d'études d'opinion. Ogilvy devient rapidement l'un des adjoints principaux de Gallup, en tant que directeur associé.

### Les services secrets britanniques aux États-Unis
En 1939, Ogilvy, en parallèle de son activité chez Gallup, travaille comme consultant auprès du gouvernement britannique concernant l'étude de l'opinion publique américaine. Fin 1941, David Ogilvy est recruté par l'agent Harford Montgomery Hyde et se retrouve attaché aux services de renseignement de l'ambassade de Grande-Bretagne à Washington, le British Security Coordination. Ce service connu officiellement sous le nom de British Passport Control Office regroupe tous les services secrets britannique sur le continent américain. Il y travaille pendant toute la durée de la guerre au côté de Roald Dahl, Noël Coward, Ivar Bryce et Ian Fleming, sous les ordres de William Stephenson.
- …Applying the Gallup Technique to Other Fields of Secret Intelligence

En 1943, il réalisa un rapport secret intitulé "A Plan for Predetermining the Results of Plebiscites, Predicting the Reactions of People to the Impact of Projected Events, and Applying the Gallup Technique to Other Fields of Secret Intelligence." ("Appliquer la technique de Gallup aux domaines des services secrets") qui fut repris par le bureau du général Eisenhower et mis en œuvre en Europe dans la dernière année de la guerre pour mesurer par des sondages les vraies forces des mouvements politiques en présence dans chaque pays et guider la politique américaine.
Reconnu pour la qualité de son travail, il devient second secrétaire de l'ambassade en 1944.
À la fin de la guerre, Ogilvy est démobilisé et refuse les différentes offres qui lui sont faites de rejoindre les services secrets britanniques ou le corps diplomatique. Il décide alors de s'essayer à la vie de la campagne.

### La culture du tabac dans le pays Amish

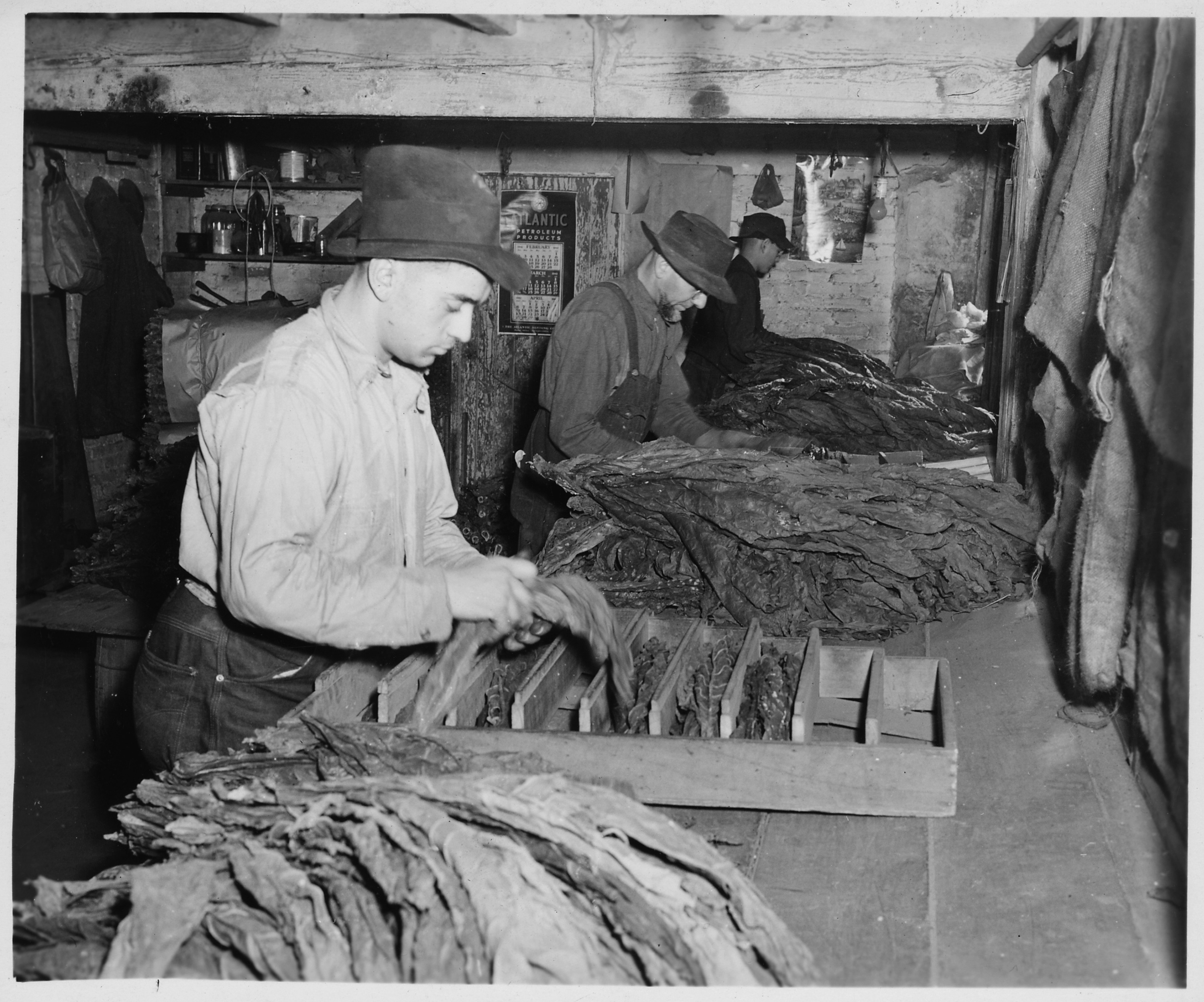
Travail du tabac par des fermiers Amish, dans le comté de Lancaster en 1941

Pendant l'été 1940, David Ogilvy et sa femme Melinda tombèrent sous le charme du pays Amish, ils y retournèrent presque tous les weekends à partir de 1943, pour respirer loin de Washington, et décidèrent d'y installer leur famille après la guerre.
En 1944, profitant d'un petit legs, ils achetèrent donc une ferme à Gap, dans le Comté de Lancaster, en Pennsylvanie, avec 37 hectares de terre, qu'il louèrent à un fermier Amish et David Ogilvy se lança dans la culture de feuilles de tabac. Malgré toute leur bonne volonté et leur travail, cette aventure trouva ses limites et Ogilvy et sa femme décidèrent de mettre fin à cette expérience et revendirent la ferme en 1948 pour s'acheter une maison à Old Greenwich (en) dans le Connecticut.

## David Ogilvy publicitaire 1948-1999

### Les débuts d'Ogilvy à Madison Avenue
C'est donc après ces nombreuses expériences que David Ogilvy décide de rejoindre le monde de la publicité. Tout d'abord à la recherche d'un poste chez Young & Rubicam, il se rend compte qu'il n'avait aucune chance d'être embauché à 38 ans, en étant sans références. Il décide alors de créer sa propre agence de publicité.
N'ayant que 6 000 dollars en banque, il réussit à convaincre son frère Francis à Londres de l'aider à monter cette petite agence comme un avant poste new yorkais de Mather & Crowther. Francis Ogilvy trouve une autre agence londonienne, S.H. Benson Ltd. prête à avancer de l'argent pour faire de cette entreprise une coentreprise à la condition que le directeur soit américain. David Ogilvy prend les titres de Research director et de Creative Director et recrute alors comme directeur de l'agence Anderson Hewitt, un cadre du bureau de Chicago de J. Walter Thompson.
- Hewitt, Ogilvy, Benson & Mather

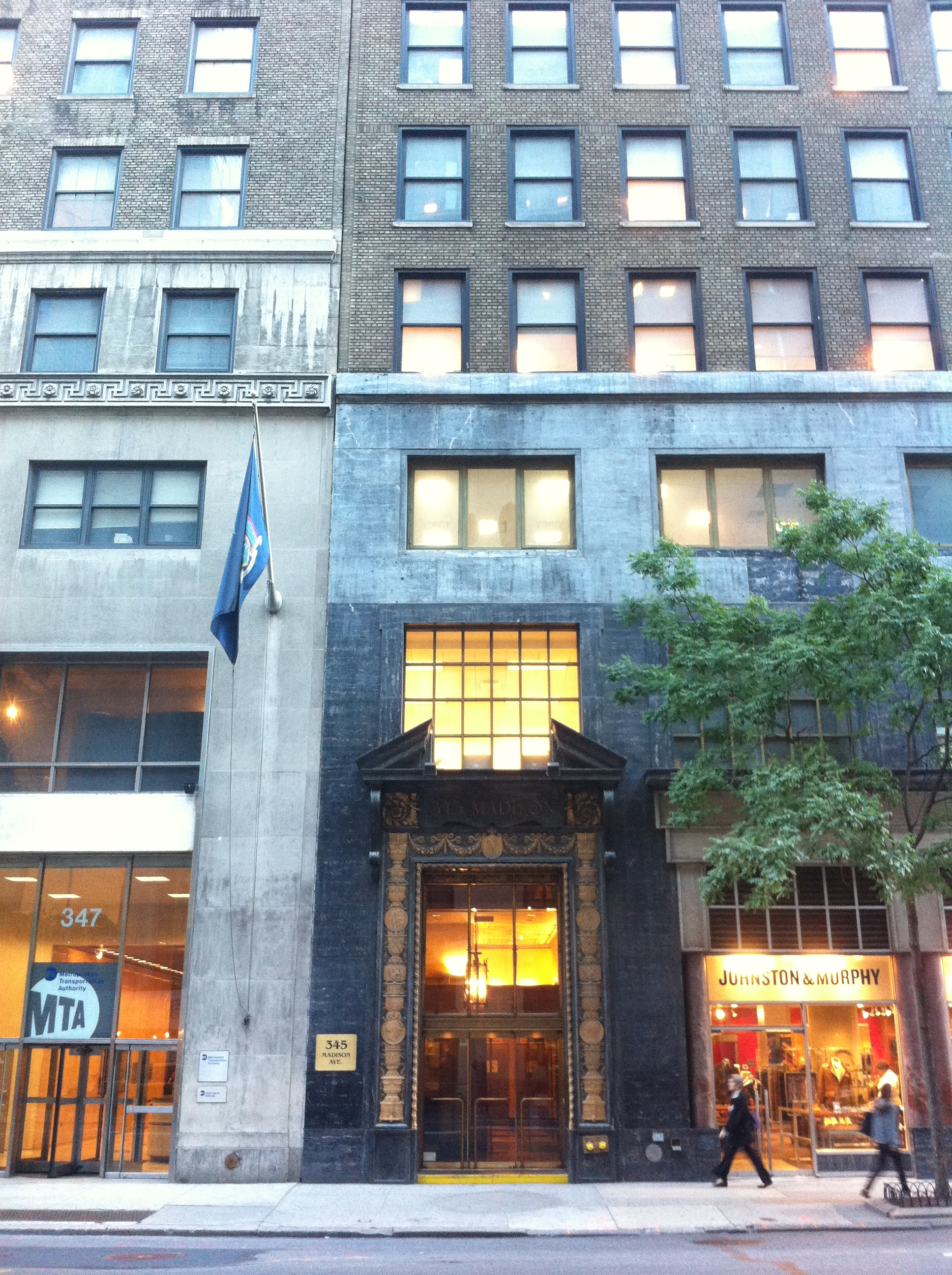
Premier bureau à New York au 345, Madison Avenue

Le bureau est donc créé le 1er septembre 1948 au 345 Madison Avenue sous le nom de Hewitt, Ogilvy, Benson & Mather.
Les cinq premiers mois sont difficiles, et l'agence doit absolument trouver des clients et des liquidités. Hewitt réussit à obtenir 100 000 dollars de prêt auprès de son oncle, chairman de J.P. Morgan & Co. qui leur apporte leur premier client d'importance, la Sun Oil Company avec son budget annuel de 3 millions de dollars.
- le Story appeal du "Hathaway man"

L'entreprise de chemises C.F. Hathaway, petite entreprise du Maine, n'avait qu'un très petit budget pour affronter le leader du marché Arrows. Nous sommes alors en 1951 et Ogilvy saisit là une occasion rêvée de surprendre les habitudes publicitaires de l'époque.
David Ogilvy suivit les enseignements de ses études. George Gallup lui avait montré la supériorité de la photographie sur l'illustration, mais Harold Rudolph, directeur des études de l'agence Stirling Getchel lui révéla l'importance du Story appeal, dans l'attention portée à la publicité.
Grâce à un bandeau appliqué sur l'œil d'un mannequin un peu excentrique, le baron George Wrangell, cette publicité eût immédiatement un impact considérable et fit immédiatement connaître David Ogilvy comme celui qui avait inventé l'« Hathaway man with an eye patch ».
- L'image de marque

Son discours le plus important, se tint à la 4A de Chicago en 1955, où il a introduit le concept d'image de marque dans le monde du marketing et de la publicité. « Je n'ai pas inventé l'image de marque. Je l'ai pitché » déclare-t-il. Il l'a découvert dans un article célèbre du Harvard Business Review écrit par Burleigh Gardner et Sidney Levy "The Product and the Brand" (1955), et le transpose dans des termes définitifs. Ainsi, toute publicité fait partie de l'investissement à long terme dans la personnalité de la marque. L'idée n'est pas entièrement nouvelle dans les milieux publicitaires, mais avec ce coup de projecteur, Ogilvy a été surnommé « l'apôtre de l'image de marque. » Les marques ont pris alors plus d'importance que les produits eux-mêmes devenus de plus en plus interchangeables, et la marque est devenue le concept central dans le monde de la publicité.

### Naissance d'Ogilvy & Mather
Avec la croissance régulière de son agence, David Ogilvy, racheta progressivement la part des autres actionnaires, “Hewitt” disparu lorsqu'Anderson Hewitt quitta l'entreprise dans le milieu des années 1950, et Mather & Crowther ne possédait plus que 8 % de ses parts.
En 1963, Ogilvy, Benson & Mather, réalisa 55 millions de dollars de revenus avec 19 clients, dont cinq "blue chip". De plus, la sortie du livre "Confessions of an Advertising Man (en)" fut un énorme succès de librairie avec près de 800 000 ventes, ce qui transforma David Ogilvy en quasi-célébrité de l'époque.
- La fusion d'Ogilvy et de Mather & Crowther

Mather & Crowther à Londres était devenu également un groupe important avec le leadership de Francis Ogilvy, ses revenus passèrent de 8 à 53 millions de dollars entre 1954 et 1964. Cependant avec la mort de Francis en 1964, David décida le rapprochement entre les deux entreprises. En janvier 1965, les deux agences fusionnent pour former Ogilvy & Mather International, le premier groupe britannique et américain de publicité, avec 600 employés, 120 millions de dollars de chiffre d'affaires, et neuvième agence de publicité au monde à l'époque.
Une partie du capital de la nouvelle société fut introduit aux bourses de Londres et de New York en avril 1966, et permit à David Ogilvy de s'enrichir considérablement et d'acquérir le château de Touffou, en France.

### La retraite en France
Progressivement, David Ogilvy se retire des affaires courantes de son entreprise, et s'installe en France avec sa troisième femme, Herta Lans, qu'il épouse en 1973. Ils vivent dans le château de Touffou, une immense demeure reconstruite au XVIe siècle qui surplombe la Vienne à quelques kilomètres du village de Bonnes dans le Poitou.
Il suit l'ensemble des créations publicitaires de l'agence par téléphone, courrier et télex et envoie toujours ses fameux mémos aux concepteurs-rédacteurs de l'agence.
- L'acquisition par WPP

Le rachat de son entreprise par WPP, le 16 mai 1989 pour 864 millions de dollars est tout d'abord vécu comme une immense déception par David Ogilvy, mais progressivement les relations s'améliorent avec Martin Sorrell, qui le nomme président du nouveau groupe, devenu le second groupe publicitaire mondial.
- Les dernières années de David Ogilvy

Progressivement, le château de Touffou devient une sorte de ruche créative, où l'ensemble des employés d'Ogilvy & Mather se retrouvent pour écouter les conseils éclairés du patriarche. Fatigué par la charge de travail, David Ogilvy quitte la présidence du groupe WPP en 1992.
Il développe la maladie d'Alzheimer et un emphysème pulmonaire à partir de 1997 et se retire progressivement de la vie sociale de l'agence, jusqu'à sa mort le 21 juillet 1999.

## La postérité de David Ogilvy

### Au cœur de la culture d'entreprise d'Ogilvy & Mather
Avec la création de l'entreprise Ogilvy & Mather, David Ogilvy est progressivement devenu un personnage public et célèbre dans le monde de la publicité, grâce à son excentricité, ses ouvrages et son habitude des aphorismes.
Il donna a son agence une image de marque unique en imposant sa signature pour logo, la couleur rouge, et même en imposant des règles de conduite, de management et de comportements pour gagner la confiance des clients, exécuter de meilleures campagnes de publicité.
Ainsi, chaque employé de l'agence se voit remettre un petit manuel: The Eternal Pursuit of Unhappiness, exposant les principes du fondateur et ses citations, l'entreprise Ogilvy utilisant l'image et le nom de David Ogilvy pour illustrer ses profils sur les réseaux sociaux et sa communication interne.
Le bureau des années 1960 de David Ogilvy a été reconstitué avec l'aide de sa veuve Herta Lans, au dernier étage des bureaux de l'agence parisienne d'Ogilvy, rue Marbeuf à Paris. C'est une forme de témoignage de cette présence continue du fondateur qui constitue une sorte de musée propre à l'agence.

### Hommages et influences
David Ogilvy a reçu de nombreux hommages, notamment par les professionnels en le faisant membre du Advertising Hall of Fame de l'American Advertising Federation en 1976.
Des récompenses nommées, les David Ogilvy Awards sont remises chaque année par l'Advertising Research Foundation, aux États-Unis, pour l'excellence dans la recherche en publicité parmi les agences publicitaires.

## Défense de causes et d'institutions culturelles
- Directeur de l'orchestre philharmonique de New York de 1957 à 1967[7],
- David Ogilvy fut très actif comme mécène et membre du conseil d'administration du Lincoln Center, du Colby College, du World Wildlife Fund[20], du United Negro College Fund[21].
- Ogilvy & Mather lança également des campagnes civiques pro-bono pour l'image de marque de la ville de New York[1].

## Publications

### Livres de David Ogilvy
- (en) The Theory and Practice of Selling the Aga Cooker, 1935
- (en) Confessions of an Advertising Man, Southbank Publishing, 1963, 190 p. (ISBN 978-1-904915-37-9)
- (en) Blood, Brains & Beer : The Autobiography of David Ogilvy, Atheneum, 1978, 181 p. (ISBN 978-0-689-10809-9)
- (en) Ogilvy on Advertising, Vintage, 1983, 224 p. (ISBN 978-0-394-72903-9)
- (en) The Unpublished David Ogilvy, Vintage, 1987, 224 p. (ISBN 978-0-394-72903-9)
- (en) David Ogilvy : An Autobiography, Wiley, 1997, 196 p. (ISBN 978-0-471-18002-9, lire en ligne)

### Traductions en français
- David Ogilvy, Les confessions de David Ogilvy, Paris, Hachette, coll. « Entreprise », 1964, 184 p.
- David Ogilvy, La publicité selon Ogilvy, Paris, Dunod, 1993, 228 p. (ISBN 978-2-04-015629-9)

### David Ogilvy, études bibliographiques ou critiques
: document utilisé comme source pour la rédaction de cet article.
- (en) Constance L. Hays, « David Ogilvy, 88, Father of Soft Sell In Advertising, Dies », The New York Times,‎ 22 juillet 1999 (lire en ligne, consulté le 17 septembre 2014)
- (en) Stanley Pigott, « Obituary: David Ogilvy », The Independant,‎ 22 juillet 1999 (lire en ligne, consulté le 17 septembre 2014)
- Tristan Gaston-Breton, « David Ogilvy », Les Échos,‎ 4 août 1999 (lire en ligne, consulté le 17 septembre 2014)
- (en) Kenneth Roman, The King of Madison Avenue : David Ogilvy and the Making of Modern Advertising, Palgrave Macmillan, 2009, 304 p. (ISBN 978-0-230-10036-7)
- (en) Jennet Conant, The Irregulars : Roald Dahl and the British Spy Ring in Wartime Washington, Simon and Schuster, 2008, 416 p. (ISBN 978-0-7432-9459-1, lire en ligne)
- (en) Guy Evans ed., David Ogilvy, Original Mad Man, BBC, 2008[22]
- (en) Burleigh Gardner et Sidney Levy, The Product and the Brand, Harvard Business Review, 1955
- (en) Harford Montgomery Hyde, Room 3603 : The Incredible True Story of Secret Intelligence Operations During World War II, The Lyons Press, 2001, 257 p. (ISBN 978-1-58574-318-6)
- (en) The Eternal Pursuit of Unhappiness, Being very good is no good, you have to very, very, very, very, very good, Ogilvy & Mather Worldwide, 2009, 65 p. (ISBN 978-0-615-27603-8)
- (en) Michael Wolff, « The First (and Last) Adman Thoughts on the writer, rule-maker, and business genius », adweek,‎ 13 juin 2011 (lire en ligne, consulté le 17 septembre 2014)